# البدر (شرق باكستان)
منظمة البدر (البنغالية: আল বদর ) قوة شبه عسكرية تتألف أساسًا من المسلمون البهاريون الذين عملوا في شرق باكستان ضد الحركة القومية البنغالية خلال حرب تحرير بنغلاديش، تحت رعاية الحكومة الباكستانية.